# Ramush Haradinaj
Ramush Haradinaj[a] (nascido em Glodjane, Iugoslávia, atual Kosovo, em 3 de julho de 1968) é um político do Kosovo, foi Primeiro-ministro do Kosovo de 2017 até 2020. Anteriormente, foi do mesmo cargo de 2004 até 2005. Foi líder do Exército de Libertação do Kosovo (KLA) e ex-primeiro ministro do Kosovo. Ele lidera a Aliança para o Futuro do Kosovo (AAK) e está entre os antigos oficiais do KLA acusados de crimes de guerra durante a Guerra do Kosovo de 1999 pelo Tribunal Penal Internacional para a antiga Iugoslávia (TPIJ) em Haia, mas foi absolvido de todas as acusações, em 3 de abril de 2008, após a morte de nove das dez testemunhas que estavam a testemunhar contra ele. No entanto, em 21 de julho de 2010, o TPII anulou sua absolvição e decidiu que voltaria a ser julgado.
Após a guerra em Kosovo frequentou a Universidade de Pristina, onde se graduou na faculdade de direito. Também obteve um MBA na Universidade Americana de Kosovo, associado ao Rochester Institute of Technology (RIT).

## Biografia
Nasceu na aldeia kosovar de Glodzhyane, nos arredores da cidade de Dečani, em Metohija. Ele passou sua juventude em sua aldeia natal com seus pais, irmãos e irmãs, e se formou na escola primária em Rznich e nas escolas secundárias em Dečani e Đakovica. Depois de se formar no ensino médio em 1987, ele foi convocado para o serviço militar obrigatório no Exército Popular Iugoslavo, onde mais tarde foi promovido a líder de pelotão. Após a guerra no Kosovo, Haradinaj frequentou a Faculdade de Direito da Universidade de Pristina. Haradinaj também recebeu um MBA da American University of Kosovo, que é associada ao Rochester Institute of Technology no estado de Nova York.
Em 1989, ele emigrou para a Suíça, tentou ingressar na legião estrangeira francesa (alguns relatos da mídia que Haradinai, mesmo assim, ingressou na legião), trabalhou como segurança em boates. Ele voltou a Pristina em 1990 para participar de manifestações albanesas, razão pela qual foi preso e cumpriu pena em uma prisão sérvia. Então Haradinaj escapou da prisão e voltou para a Suíça, onde se juntou ao Movimento Popular do Kosovo, no qual o ELK foi posteriormente formado.
Em 1996, ele foi aprovado no treinamento militar em um acampamento militar na Albânia. Haradinaj participou da criação de campos de base rebeldes na região das cidades albanesas de Tropojë e Kukes.
No final dos anos 1990, ele foi Chefe do Estado-Maior do Exército de Libertação do Kosovo (ELK).

## Primeiro ministro do Kosovo
O desempenho de Haradinaj como primeiro-ministro foi altamente elogiado pelos líderes ocidentais. Em 9 de setembro de 2017, o Parlamento de Kosovo reelegeu Haradinai como primeiro-ministro.

## Acusações de crimes de guerra

### Julgamento e absolvição de 37 acusações
Em 8 de março de 2005, o Tribunal Internacional de Crimes de Guerra para a Ex-Iugoslávia (ICTY) indiciou Haradinai, segundo o qual Ramush Haradinai liderou em 1998 as expulsões forçadas de sérvios e ciganos, bem como os massacres de ciganos e albaneses de etnia, que eram suspeitos de colaborar com sérvios. tropas.
No dia seguinte, Ramush Haradinaj rendeu-se voluntariamente à justiça internacional, renunciando ao cargo de chefe do governo de Kosovo. Três meses depois, ele foi libertado da custódia, enquanto se aguarda o início do julgamento, para sua aldeia natal Glodzhyane, onde a sede do ELK estava localizada durante o conflito. Em 26 de fevereiro, Haradinaj voltou a Haia e foi levado a julgamento.
O Tribunal Penal Internacional para a Ex-Iugoslávia (TPIJ) proferiu em 03.04.2008 uma absolvição de Ramush Haradinaj: inocente em todas as 37 acusações. Representantes do Partido Democrático da Sérvia, comentando o veredicto, chamaram o ICTY de "tribunal anti-sérvio".

## Cancelamento de uma absolvição e uma segunda absolvição

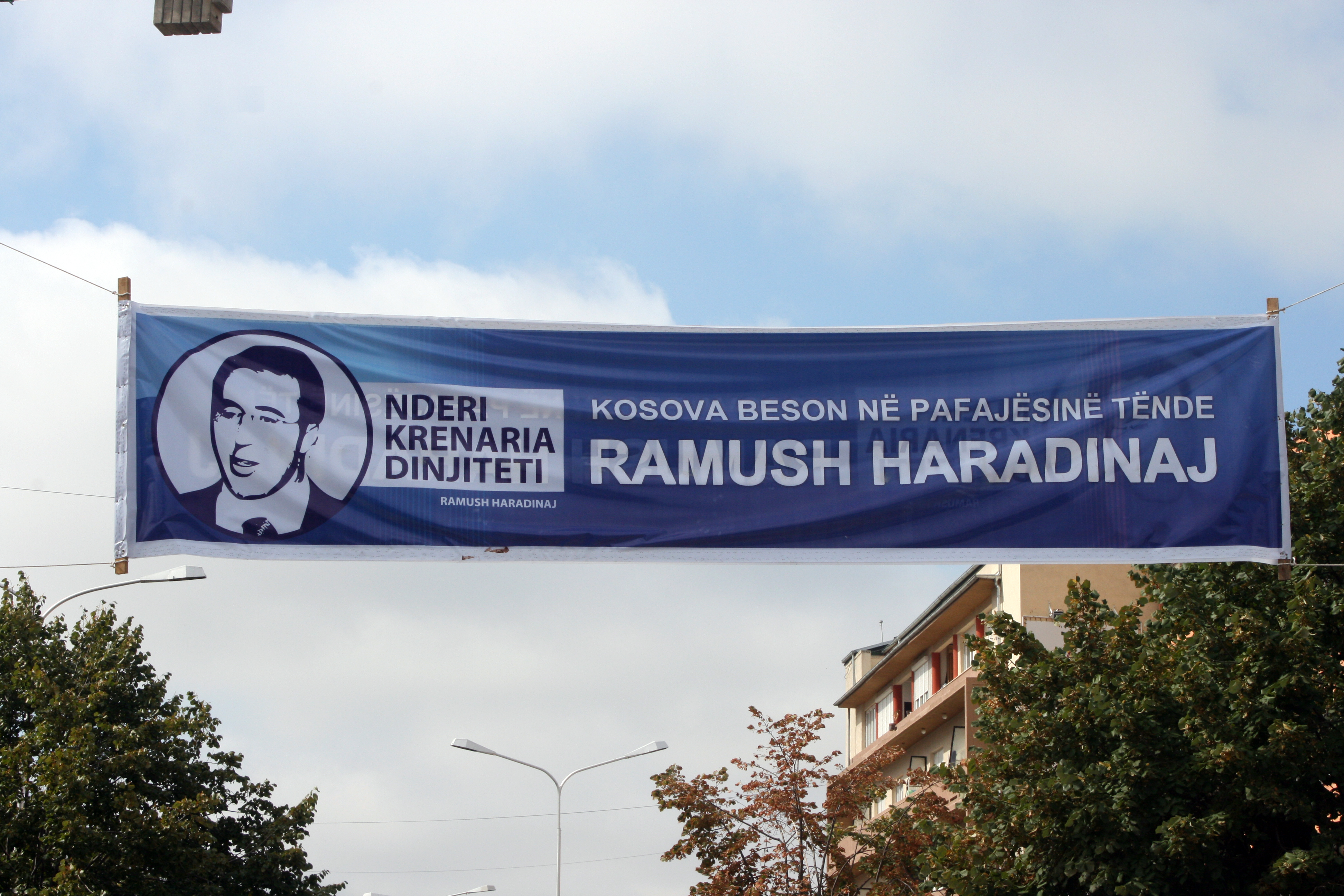
Banner para mostrar apoio a Haradinaj nas ruas de Pristina. Setembro de 2010

Em 2 de maio de 2008, Serge Brammertz, Procurador-Geral do Tribunal Internacional para a Ex-Jugoslávia, apelou da absolvição no caso Haradinaj. Em 21 de julho de 2010 a sentença foi anulada. O Juiz Presidente Patrick Robinson motivou o cancelamento do veredicto pelo fato de que poderia ser injusto, pois pode ter havido intimidação de testemunhas.
Em 29 de novembro de 2012, o ICTY decidiu absolver Haradinai e dois de seus associados - os ex-comandantes de campo Idriz Balay e Lahi Brahimai. A Câmara de Julgamento decidiu que os crimes que lhes foram incriminados ocorreram, mas os arguidos não são responsáveis pelos mesmos.

### Tentativa de extradição da França
Em 5 de janeiro de 2017, Ramush Haradinai foi preso na França sob um mandado emitido pela Sérvia sob acusações de crimes de guerra. Uma semana depois, ele foi libertado sob fiança para não sair e, em 27 de abril de 2017, um tribunal francês se recusou a extraditar Haradinaj para a Sérvia.

## Escândalos
Em 2000, Ramush Haradinaj lutou com soldados russos em um posto de controle da KFOR e foi ferido. Durante a prisão, Haradinaj começou a insultar os soldados russos, gritando que em uma única batalha derrotaria qualquer um e que só atacariam em uma multidão; depois disso, um dos soldados do batalhão combinado das Forças Aerotransportadas se envolveu em um duelo e quebrou a cabeça de Haradinai. De acordo com uma reportagem do jornal alemão Tagesspiegel, os soldados encontraram um rifle de assalto suíço no porta-malas de Haradinai.

## Eleição
Following the 11 June 2017 elections, Haradinaj was elected as the Prime Minister of Kosovo on 9 September 2017, with 61 votes for and 1 abstention after a long political crisis. The rest of the 58 MPs boycotted the vote. His government consisted of a coalition, named the PANA Coalition.
Em 2018, o presidente do Kosovo, Hashim Thaçi, e o presidente sérvio Aleksandar Vučić apoiaram uma troca de terras entre Kosovo e a Sérvia e Haradinaj afirmou que qualquer mudança na fronteira do Kosovo com a Sérvia desencadearia e levaria à guerra.
Em 26 de novembro de 2019, um terremoto atingiu a Albânia. Como primeiro-ministro cessante, Haradinaj alocou uma quantia de € 500.000 de Kosovo para a Albânia para o esforço de socorro. Na sexta-feira, Haradinaj visitou Durrës para avaliar os danos e expressou o compromisso de Kosovo com os esforços de socorro.

## Prêmios
- Ordem Skanderbeg